# Manel Margalef i Arce
Manel Margalef i Arce   (Amposta, 1963) és un artista contemporani català, gestor cultural, professor d'arts visuals i de fotografia. Viu i treballa a Tarragona. Des de gener de 2020 és director del Museu d'Art Modern de la Diputació de Tarragona.

## Formació i trajectòria artística
Llicenciat en Belles Arts (1985) i en Història de l'Art (1988) a la Universitat de Barcelona, es va doctorar a la mateixa universitat el 2009. Màster en Tècniques de Comunicació per EADA Bussines School a Barcelona (1989).
Professor de fotografia a l'EADT Escola d'Art i Disseny de la Diputació de Tarragona i Professor Associat al Departament de Pedagogia de la Universitat Rovira i Virgili. Fa tasques de gestió cultural, entre les quals destaca la direcció de la Biennal d'Art d'Amposta.
Artista actiu en els camps de la fotografia, l'escultura i les instal·lacions. En les obres reflexiona entorn problemàtiques de l'arquitectura, la desconstrucció d'espais habitables i d'objectes domèstics. En la sèrie "Estatègies d'immersió" (2004) va fer una recerca sobre la transformació de la pròpia casa i el procés de construcció d'un habitatge dins d'una edificació antiga. L'estudi i les peces realitzades dins el procés constructiu i deconstructiu abordat en aquest treball, van ser el suport del plantejament teòric de la seva tesi doctoral.
Com una extensió dels temes arquitectònics, aborda la transformació d'objectes que tenen el cos humà per patró: mobles, indumentària i objectes de disseny. El crític d'art David G Torres relaciona les seves instal·lacions amb les de l'artista americà Haim Steinbach que considera els objectes quotidians com a obres d'un museu d'art del futur. En els treballs centrats en l'arquitectura, la casa és l'espai on les persones es protegeixen, descansen o conviuen i es converteixen en una metàfora de l'univers personal que explica cóm som aquells que els habitem.
Ha treballat temes de paisatge, especialment s'interessa per les divisions geomèriques del territori, les construccions, eines de treball i elements industrials que modifiquen els espais naturals del Delta de l'Ebre. S'expressa amb fotografia, vídeo, escultures i, especialment, amb instal·lacions on utilitza elements recuperats del medi: materials de construcció, objectes domèstics, plantes i matèries naturals que empra com a objectes trobats que transcendeixen el seu particular univers. Segons Antonio Salcedo, en el plantejament de l'artista, el paisatge no es considera una finalitat sinó un referent per a expressar una visió oberta del lloc, tant a nivell formal com a nivell conceptual.

## Exposicions
Ha fet nombroses exposicions individuals, de les quals destaquen: «Versus natura» a Espais d'Art Contemporani, Girona, 1994; «Erda» al Museu d'Art Modern de Tarragona, 2007; «Privado» a Galeria Senda Barcelona, 1999; «En venda» a Tinglado 2, Tarragona, 2006; «Deconstrucció de l'objecte» a Galeria Cànem, Castelló, 2007; «Sub-versió» a Lo Pati, Amposta, 2015 i «Simfonia dels adeus» a CRAI, Campus Catalunya de la URV, 2015. D'entre les col·lectives, remarcar «Carcel de Amor. Relatos culturales sobre la violencia de género», al Museo Nacional Centro de Arte Reina Sofia. Madrid, 2005.

## Obra a museus

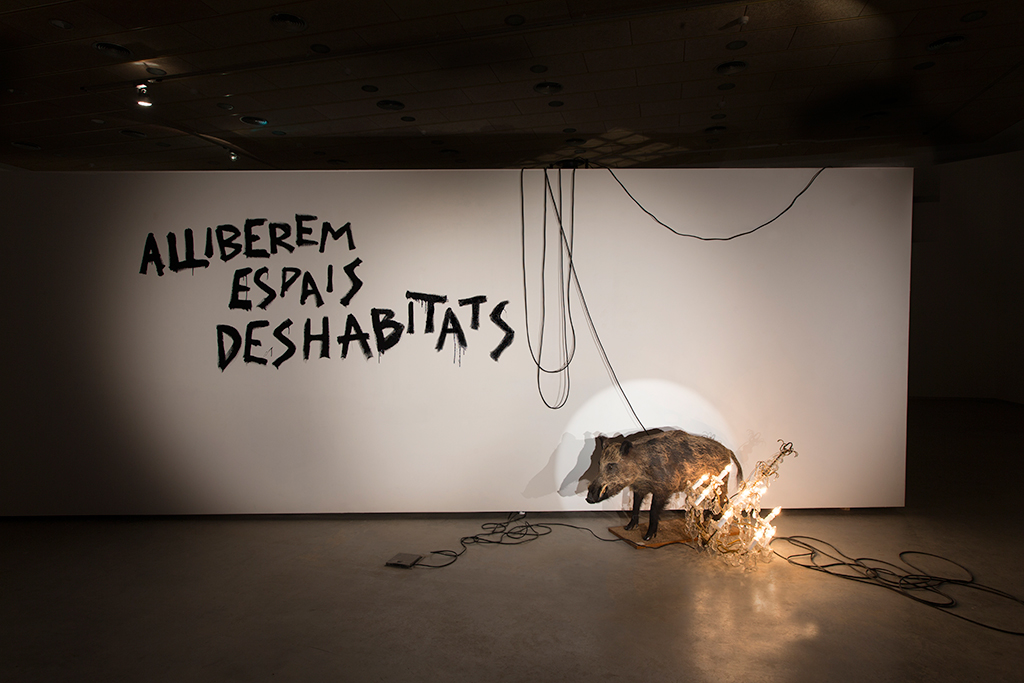
Subversió 2. Instal·lació. 2015.

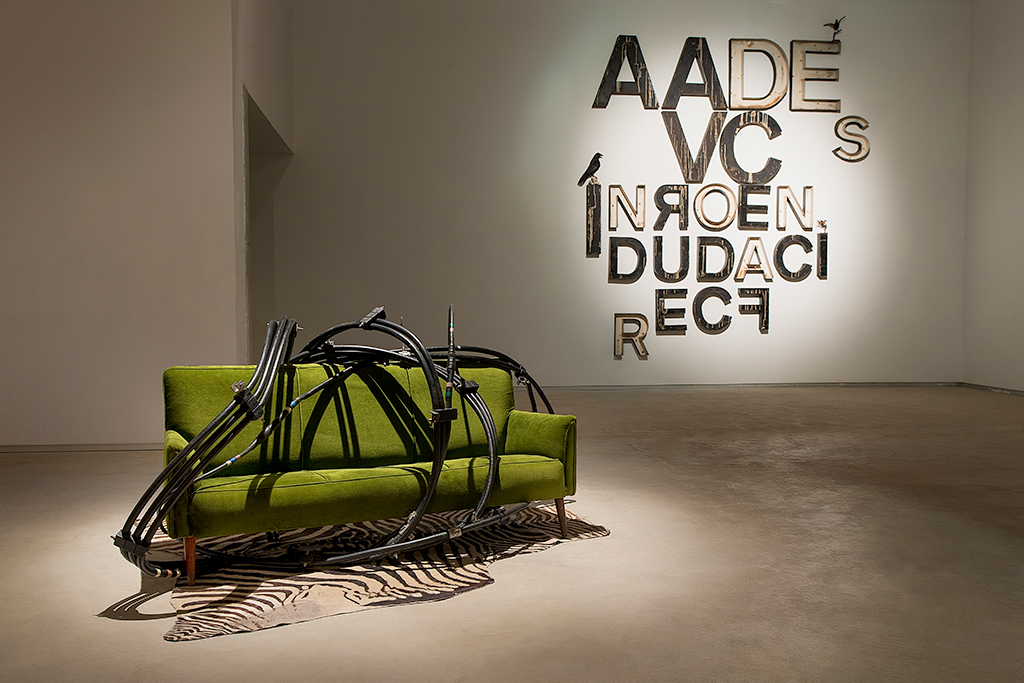
Suvbersió 3. Instal·lació. 2015.

Té obres a: Museu d'Art Modern de Tarragona, Museu de Reus, Ajuntament d'Amposta, Fundació Vila Casas de Barcelona, Museo de Arte Moderno de Santander, Museu de Valls, Fundació Forvm per la Fotografia de Tarragona, Fons d'Art de la URV.

## Premis
Ha estat guardonat amb premis com el Primer Premi Julio Antonio d'Escultura de la Diputació de Tarragona,1996; el Premi Workshop a Berlin - Reinickendorf, 2001; el Premi d'Arts Plàstiques de la Fundación Arena, Barcelona, 2007, entre d'altres.